# Buslijn 340 (Haarlem - Uithoorn)
Buslijn 340 is een R-net-buslijn van Connexxion in de Nederlandse provincie Noord-Holland. De lijn verbindt Haarlem en Uithoorn via Hoofddorp en werd in december 2014 ingesteld als opvolger van lijn 140. 

## Geschiedenis

### Lijn 3 en 33

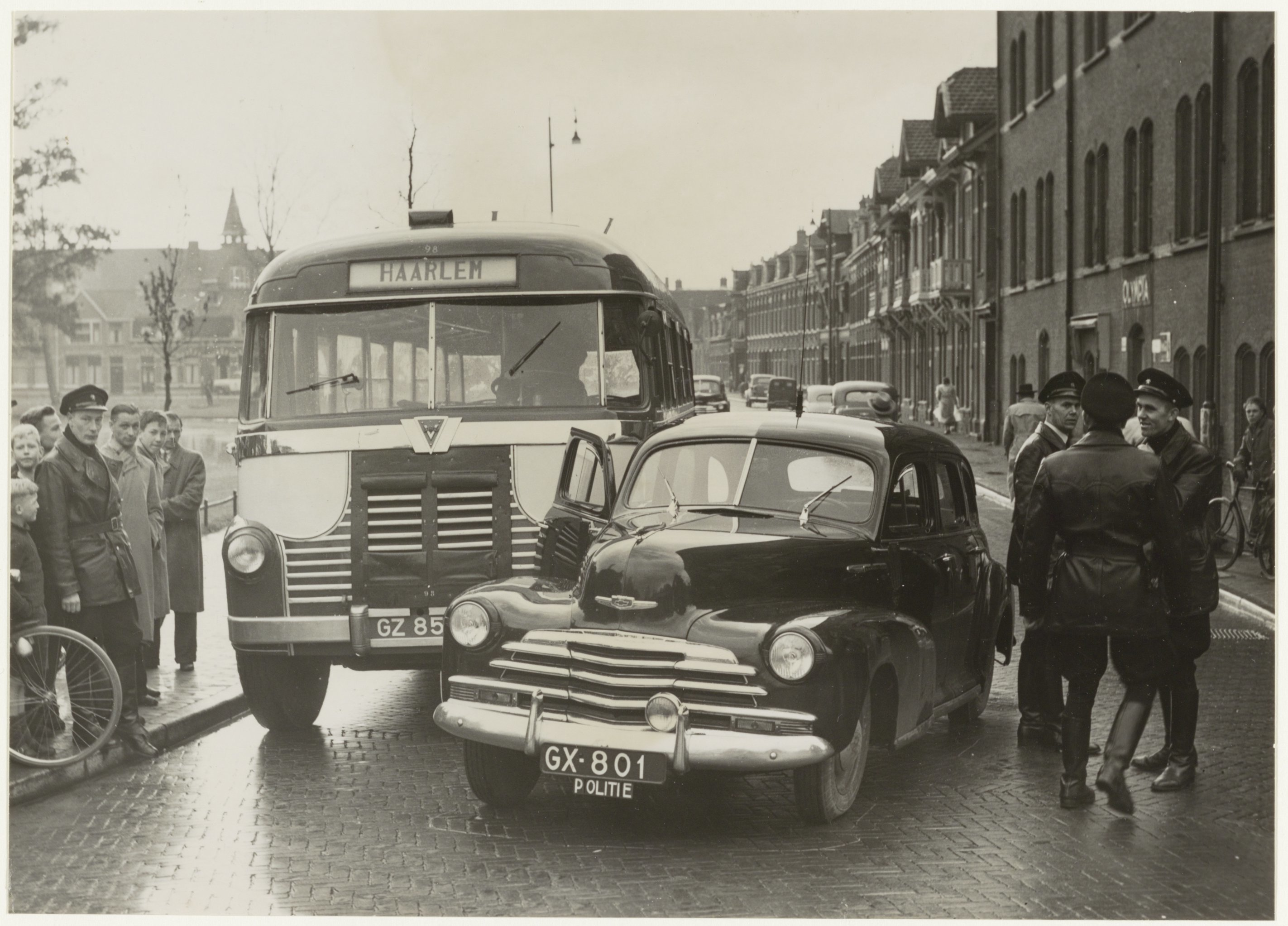
Bus van Maarse & Kroon na aanrijding met politieauto 1950

De lijn begon bij de toenmalige streekvervoerder Maarse & Kroon op 16 december 1935 als lijn 3 en reed van het Lorentzplein in Haarlem via Heemstede naar het Marktplein in Hoofddorp. Vandaar werd verder gereden naar Aalsmeer en vanaf 1 januari 1939 naar Uithoorn. 
De lijn werd ingesteld ter vervanging van het betreffende traject van de zwaar verliesgevende Haarlemmermeerspoorlijn. In tegenstelling tot de trein die meestal maar één station had aan de rand van de plaats kon de bus diep in de bebouwde kom doordringen en had bijvoorbeeld in het langgerekte Aalsmeer meerdere haltes zodat de passagiers bijna altijd sneller waren dan met de trein. Later werd de lijn in Haarlem via de Tempeliersstraat naar het station verlengd.
Op 1 maart 1954 werd de lijn vanuit Uithoorn doorgetrokken via Mijdrecht, Wilnis en Vinkeveen naar Utrecht via de op die datum geopende nieuwe rijksweg 2. M&K had de concessie voor deze verbinding na moeizame onderhandelingen met de Commissie vergunningen personenvervoer uiteindelijk toegewezen gekregen. In 1967 kreeg de lijn als belangrijke doorgaande lijn het dubbele lijnnummer 33. Hiermee werd ook verwarring met stadslijnen in Haarlem en Utrecht voorkomen.

### Lijn 40
In juni 1973 fuseerde MK met NBM tot Centraal Nederland en werd lijn 33 vernummerd in lijn 40 dat paste in de traditie van de NBM (maar ook de NZH) om belangrijke doorgaande lijnen op een rond tiental te nummeren en aantakkende lijnen opvolgend. Er was echter wel een probleem dat de NBM al een buslijn 40 bezat, namelijk de lijn Hilversum, Weesp naar Amsterdam. Deze lijn werd nu vernummerd in lijn 39.
Tussen Haarlem en Hoofddorp werd in samenhang met lijn 15 een kwartierdienst gereden. In 1976 werden in opdracht van minister Tjerk Westerterp alle ritten bij het streekvervoer geschrapt die minder dan 8 passagiers vervoerden en kreeg ook lijn 40 in de stille uren een uurdienst tussen Uithoorn en Utrecht. Op zondagavond reed de lijn echter wel een halfuurdienst en reed daarmee op die dag in de avond frequenter dan overdag. Later keerde de meeste geschrapte ritten toch weer terug.

### Lijn 140
In oktober 1980 en mei 1981 verhoogde CN de lijnnummers om doublures te voorkomen; lijn 40 werd 140. 
In 1994 werd CN opgedeeld (feitelijk teruggesplitst) in NZH en Midnet; lijn 140 was voortaan een NZH-lijn die door zowel Uithoorn als Haarlem werd gereden. In Uithoorn werd op 24 mei 1998 een nieuw busstation geopend gelegen aan het Cort van der Lindenplein meer in het centrum van het dorp ter vervanging van het oude busstation aan de Zijdelweg tegenover de garage aan de rand van het dorp. In 1999 fuseerden NZH en Midnet met een aantal andere streekvervoerders tot Connexxion. In december 2002 waren er weer veranderingen op komst, want lijn 140 ging samen met lijnen 120, 124, 125, 126 en 128 naar BBA, alweer de vijfde exploitant. Net als lijn 126 bleef lijn 140 deels met Connexxionbussen rijden, zij het dat de lijn in tweeën werd geknipt; Connexxion reed van Haarlem naar Uithoorn en BBA van Uithoorn naar Utrecht. Op het busstation werd dan volgens dienstregeling op elkaar aangesloten.
In december 2008 keerde Connexxion na zes jaar afwezigheid weer terug in noordwest Utrecht maar de in 2002 verbroken rechtstreekse verbinding keerde niet terug. Lijn 140 bleef geknipt in Uithoorn maar kreeg op het westelijke traject een belangrijke frequentie verhoging en sindsdien werd op werkdagen overdag elke 10 minuten gereden wat voor een streeklijn ongekend hoog was. Een deel van de diensten werd echter in opdracht van Connexxion gereden door de Taxi Centrale Renesse met bussen in Connexxion huisstijl maar met een eigen logo.

### Lijn 340

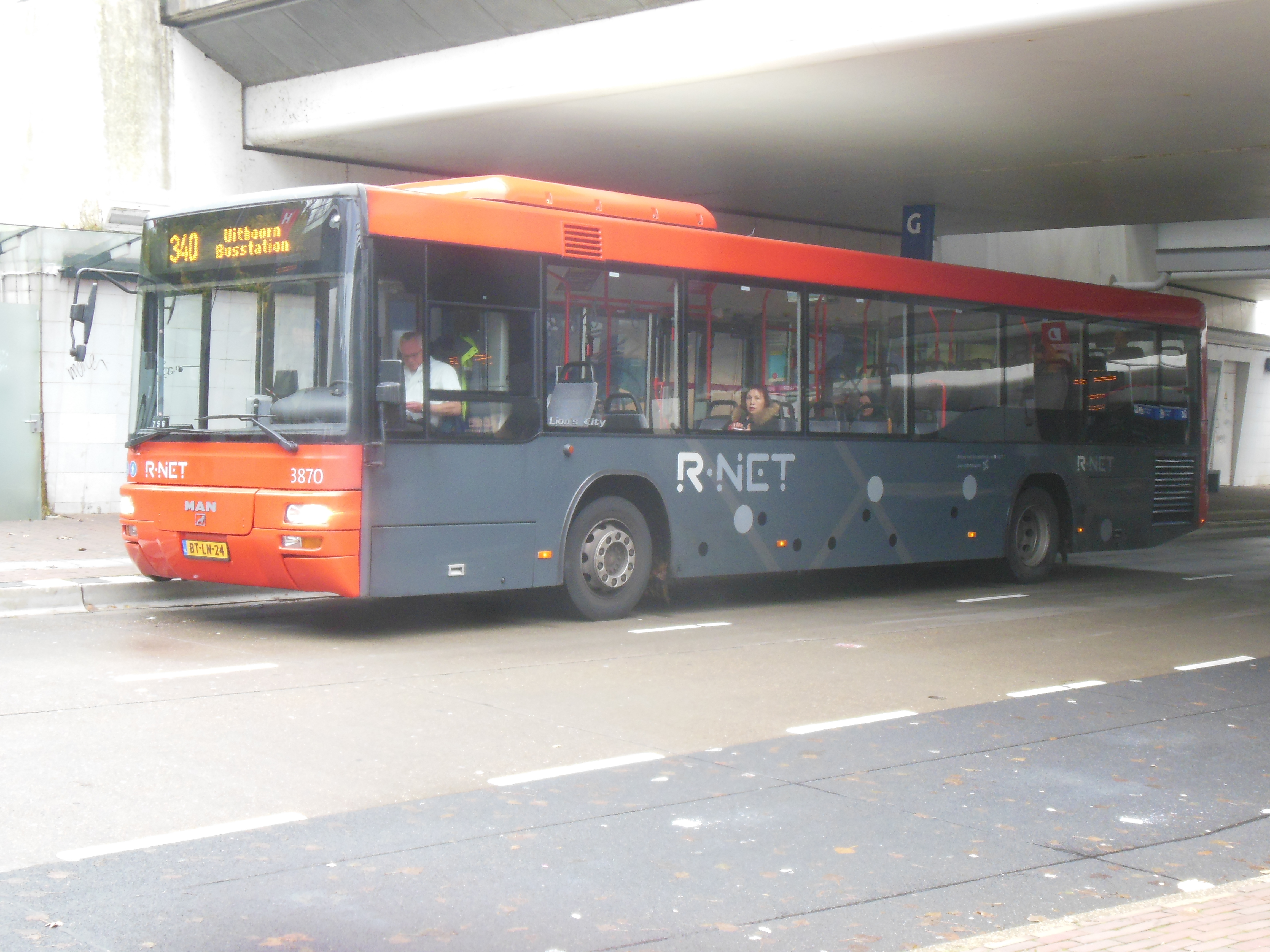
Man bus 3870 op lijn 340 in Hoofddorp

Ingaande de dienstregeling 2015 werd lijn 140 onderdeel van R-net en tot 340 vernummerd. Tussen Hoofddorp en Aalsmeerderbrug werd de route versneld en verlegd via een nieuwe busbaan. Vanaf de dienstregeling van 2018 werd tweemaal per uur een deel van de ritten (weer) doorgereden naar Mijdrecht ter vervanging van de opgeheven lijn 142 en ingekorte lijn 174. De verlenging naar Mijdrecht werd op 12 december 2021 weer opgeheven. In Aalsmeer wordt voortaan over een vrije busbaan op de Provinciale weg 196 gereden in plaats van over de Hortensialaan. Het busstation Aalsmeer is hierbij verplaatst van de Hortensialaan naar de Zwarteweg aan de rand van het dorp.  
Er waren plannen om de bus weer naar Utrecht te laten rijden, maar deze plannen zijn echter niet verder dan de tafel gekomen. Wel was er kans om de bus naar Breukelen te laten doortrekken, maar dat ging niet door.

### Lijn 640
Tussen 28 oktober 2019 en 2 januari 2021 reed lijn 640 om een drukke spitsrit van lijn 340 te ontlasten, en tevens een rechtstreekse verbinding vanuit Rijsenhout naar het Kaj Munk College te bieden middels een koppeling met lijn 663.

### Afsplitsing

#### Lijn 130
Het oostelijk traject van de lijn werd in 2008 afgesplitst tot lijn 130. De lijn rijdt van Uithoorn via Mijdrecht naar Vinkeveen en werd vanaf de Groenlandsekade via de A2 naar Breukelen verlegd in aansluiting op de trein die toen elk kwartier tussen Breukelen en Utrecht ging rijden. Het traject verder over de A2 naar Utrecht kwam te vervallen. De passagiers zijn door de gedwongen overstap ondanks de kwartierdienst van de trein toch vaak langer onderweg. In tegenstelling tot de tot Maarssen ingekorte lijn 120, die wel weer werd teruggelegd naar Utrecht, blijft lijn 130 in Breukelen op de trein aantakken. Er was kans dat lijn 130 zou worden vervangen door het verlengen van lijn 340 naar Breukelen, maar dat ging niet door. De frequentie van zowel trein als bus buiten de spitsuren zijn inmiddels teruggebracht naar een halfuurdienst, en sinds december 2016 wordt lijn 130 door Syntus geëxploiteerd.